# تره د پنیافیل
تره د پنیافیل (به اسپانیایی: Torre de Peñafiel) یک شهرستان در اسپانیا است که در استان وایادولید واقع شده‌است.